# Переступити межу (фільм, 1985)
«Переступити межу» (рос. «Переступить черту») — радянський художній фільм 1985 року з 2 серій. Детектив режисера Юлія Колтуна, за мотивами повісті Станіслава Родіонова «Довга справа».

## Сюжет
Три справи — одна за одною — лягають на стіл слідчого Володимира Петровича Сажина: автомобільний наїзд (викраденими синіми «Жигулями» збитий 16-річний хлопчик), крадіжка музичної апаратури зі школи і справа про приватну практику громадянки Калязіної, що працює в СЕС і користується славою лікаря-екстрасенса серед елітної частини мешканців міста. Померла в лікарні жінка похилого віку з роду Воронцових, незадовго перед тим у неї пропав годинник, що належав колись О. С. Пушкіну. Інтуїтивно відчуваючи зв'язок між цими справами, слідчий Сажин крок за кроком — спокійно, але вірно — йде до мети.

## У ролях
- Вадим Лобанов —  Володимир Петрович Сажин
- Тетяна Васильєва —  Анна Сергіївна Калязіна
- Олександр Поляков —  Олександр Краєвський
- Михайло Девяткин —  Семен Фадейович Корнільєв
- Марія Нечволодова —  Віра Федорівна Воронцова
- Хенрікас Кураускас —  Вікентій Войнаровський
- Володимир Данилін —  фокусник-ілюзіонист Данилін
- Ігор Озеров —  Юрій Артемович Беспалов
- Сергій Андрейчук —  Антон Шатилов
- Сергій Власов —  Льоша Сажин
- Віра Бикова-Піжель —  Тамара Сажина
- Віктор Адеєв —  Крахмальников
- Галина Гудова —  піонервожата Римма
- Олена Даниліна —  дружина і асистент Даниліна
- Галі Абайдулов —  Серж
- В'ячеслав Бамбушек —  Слава
- Валерія Кисельова —  Людмила Бойко
- Олександр Бєлинський —  директор ресторану

## Знімальна група
- Режисер: Юлій Колтун
- Сценаристи: Олександр Житинський, Людмила Разумовська, Едуард Тропінін
- Оператор: В'ячеслав Бабенков
- Композитор: Олег Каравайчук
- Художник: Тетяна Венеціанова